# Miconia poecilantha
Espèce
Statut de conservation UICN

 LC  : Préoccupation mineure
Miconia poecilantha est une espèce de plantes à fleurs de la famille des Melastomataceae endémique de Colombie.

## Publication originale
- Caldasia 9: 86. 1964.